# エステバン・オコン
エステバン・ジョゼ・ジャン＝ピエール・オコン＝ケルファンヌ（Esteban José Jean-Pierre Ocon-Khelfane, 1996年9月17日 - ）は、フランス・エヴルー出身のスペイン系フランス人のレーシングドライバー。

## 経歴

### カート
フランスのオート＝ノルマンディー地域圏・エヴルーにて誕生する。2006年の「フランス・ミニム・チャンピオンシップ」で8位となった後、翌年の同選手権で総合優勝に輝く。2008年の「フランス・カデット・チャンピオンシップ」でもシリーズ制覇を果たし、2年連続で国内カート選手権のタイトルを獲得する。2011年にはKF3（KF3）カテゴリーのフランス選手権を制し、同年の「WSK・ユーロ・シリーズ」を総合2位で終える。

### フォーミュラ・ルノー
カートでの活動を終えた後、2012年からは新たに「ユーロカップ・フォーミュラ・ルノー 2.0」への参戦を開始する。ルーキーイヤーはコイラネン・モータースポーツ（Koiranen Motorsport）から出走し、3位表彰台を含む4つのレースでポイントを獲得し総合14位となる。同チームから出走した「フォーミュラ・ルノー 2.0 アルプス」シリーズでは、2度の3位表彰台を獲得するなどの走りを見せ総合7位で終える。
2013年は、新たにART・ジュニア・チームへ移籍して2年目のシーズンを挑むことになった。自身の地元・フランスで開催された第6戦の第2レースで初優勝を果たし、シーズンを通じて総合3位の好成績を残した。

### フォーミュラ3

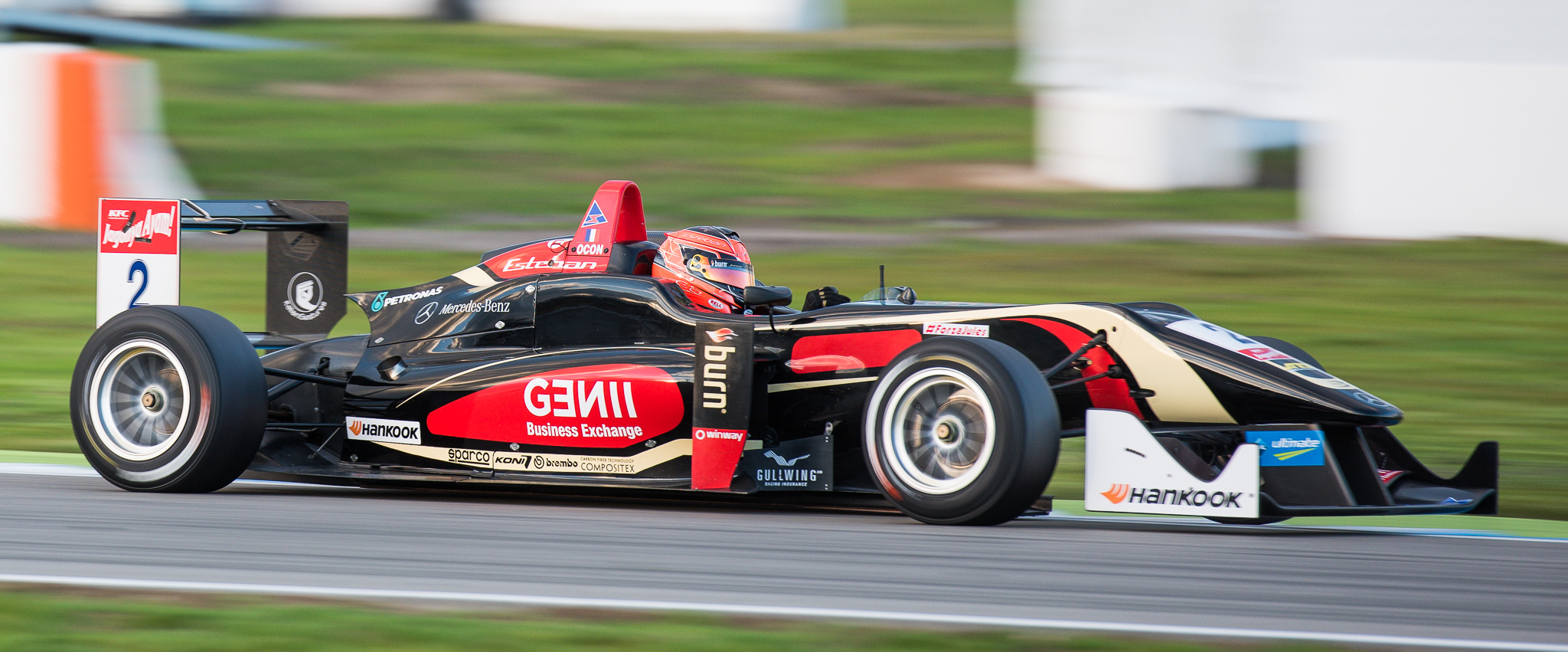
F3へ参戦するオコン。ニュルブルクリンクにて。（2014年）

オコンのF3デビューは、2013年のマカオグランプリが初のレースとなった。プレマ・パワーチームから出走し決勝10位フィニッシュを果たした。翌年も再び同チームとタッグを組み、FIA ヨーロッパ・F3選手権へ参戦を開始する。開幕戦の3レース全てで表彰台に上り波に乗ると、その後もコンスタントにポイントを積み重ねていき優勝9回・表彰台圏内21回を記録し478ポイントを獲得。総合順位でも2位と58ポイント差をつけ、参戦初年度で初タイトルを獲得した。

### フォーミュラ・ルノー 3.5 シリーズ
ヨーロッパ・F3選手権ヘ参戦する傍ら、コムテック・レーシングより「ワールド・シリーズ・バイ・ルノー 3.5」カテゴリーに出場した。3レースを走り、第7戦ハンガロリンク・第1レースで9位入賞を果たす。

### GP3シリーズ
2015年3月11日、オコンはARTグランプリからGP3シリーズへ新たに参戦することを発表。第2戦オーストリアラウンド・第2レースでは失格処分になる出来事があったものの、第3戦・第2レースから第7戦・第2レースまで9連続2位表彰台を獲得するなど常に選手権上位を争う走りを見せる。最終的に2位と僅か8ポイント差でシリーズタイトルを獲得した。

### DTM
2016年2月10日、ルノーより2016年F1シーズンのテストドライバーに就任すると同時期にメルセデス・ベンツからドイツツーリングカー選手権への参戦が発表された。

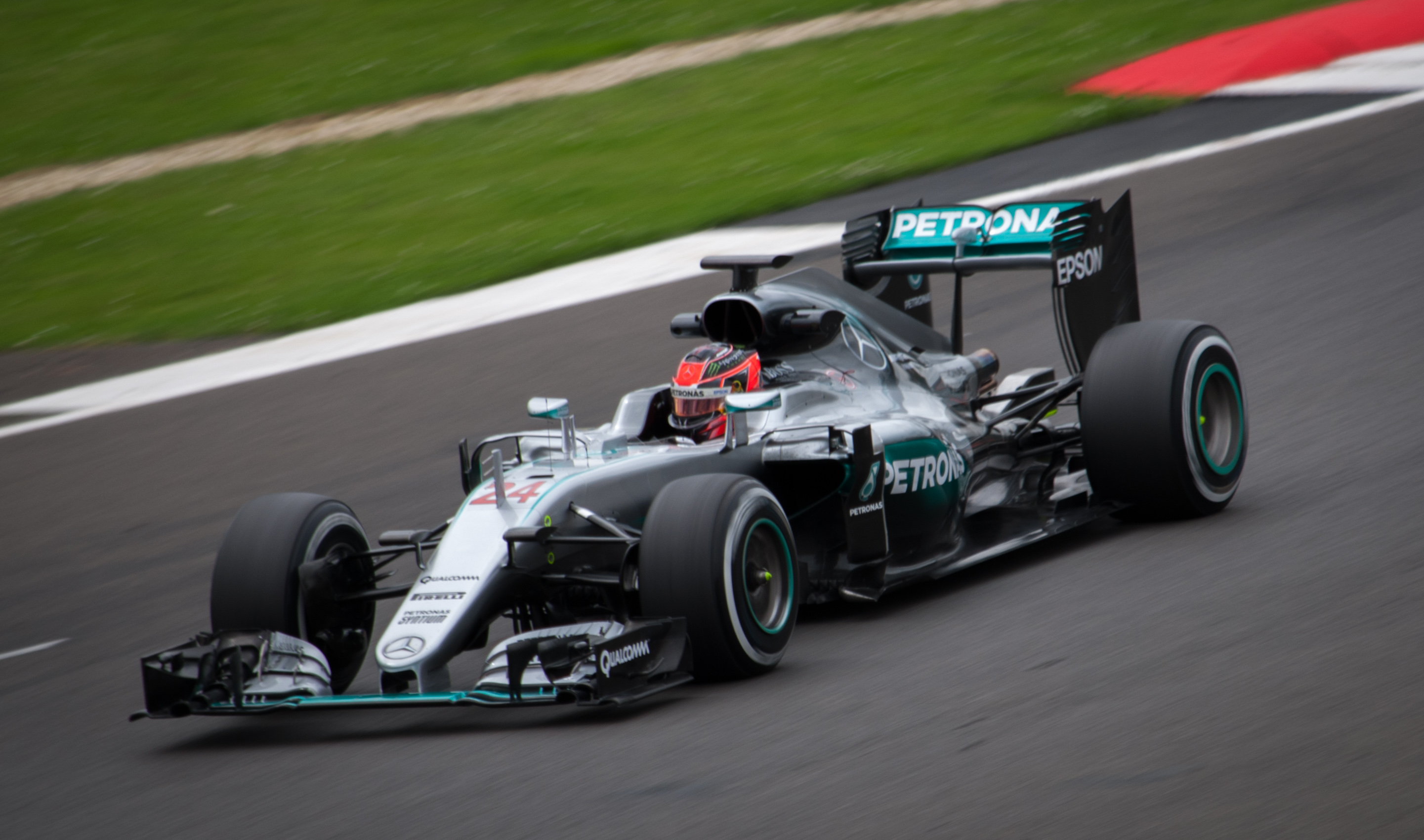
メルセデス・F1 W07 Hybridを駆るオコン

### F1
オコンは2014年11月21日、最終戦アブダビGPのフリー走行でロータスから初のF1セッションに参加した。2015年のバルセロナインシーズン・合同テストでも、フォース・インディアのマシンに乗り走行を行っている。

#### マノー (2016)

##### 2016年

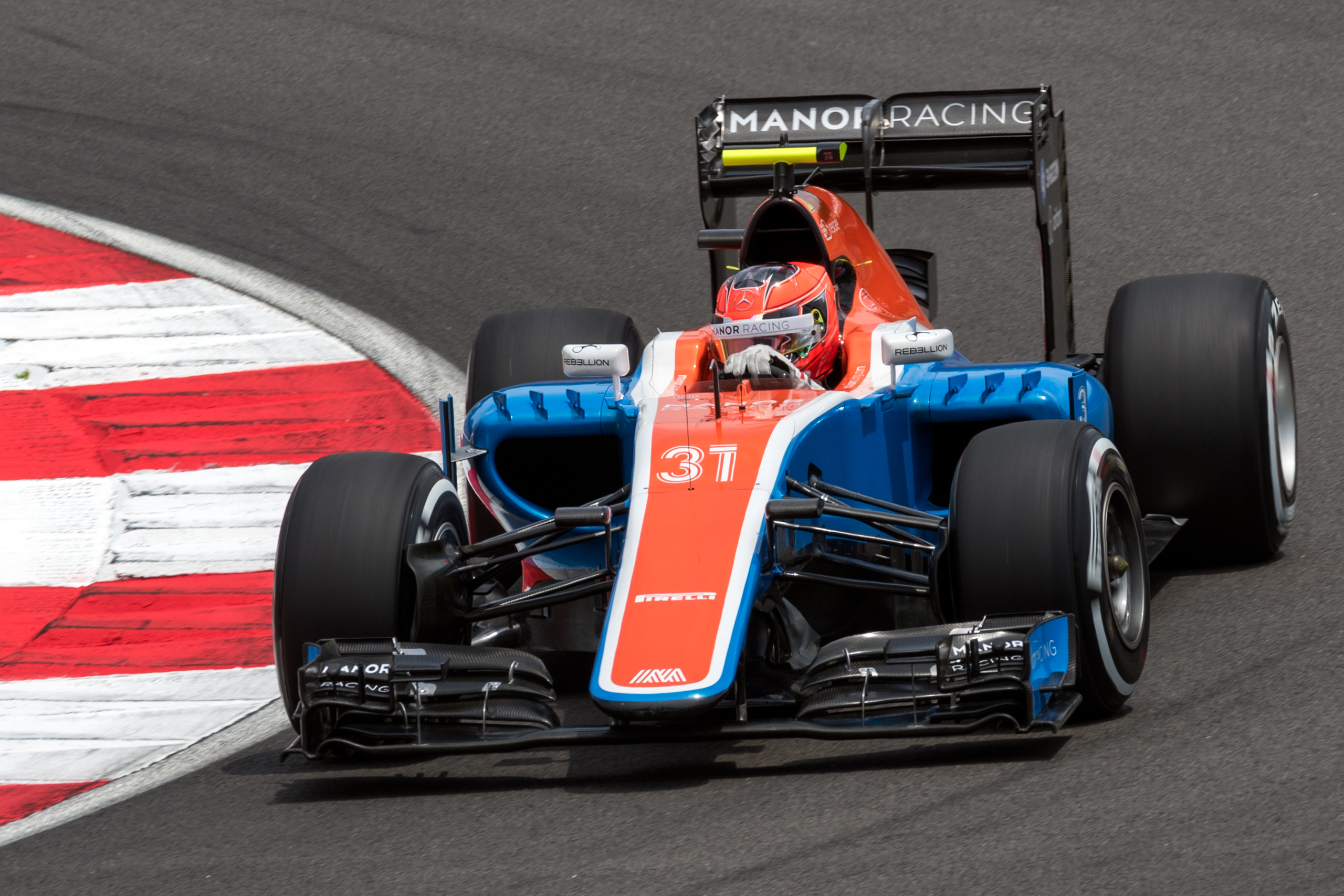
マノーから出走するオコン。2016年第16戦マレーシアGPにて。

2016年2月には、ルノー・スポール・F1チームのリザーブドライバーに就任することを発表した。また、メルセデスのリザーブドライバーも兼任する。
同年8月、マノー・レーシングから参戦していたリオ・ハリアントが資金面の問題によりシートを失うとその後任としてオコンがチームのレースドライバーとして加入した。チームメイトは同じくメルセデスの育成ドライバーであるパスカル・ウェーレイン。
第13戦ベルギーGPでF1デビューを果たす。予選では半年先にデビューをしていたウェーレインに負けることが多かったが、決勝レースでは互角の勝負を見せ第20戦ブラジルGPでは雨の波乱を耐えきり12位。マシンのパフォーマンスの低さもあってブラジルGPの成績が最高位となり、Q3進出や入賞を果たすことはできなかったものの参戦した9戦は全てで完走した。

#### フォース・インディア/レーシング・ポイント (2017-2018)

##### 2017年

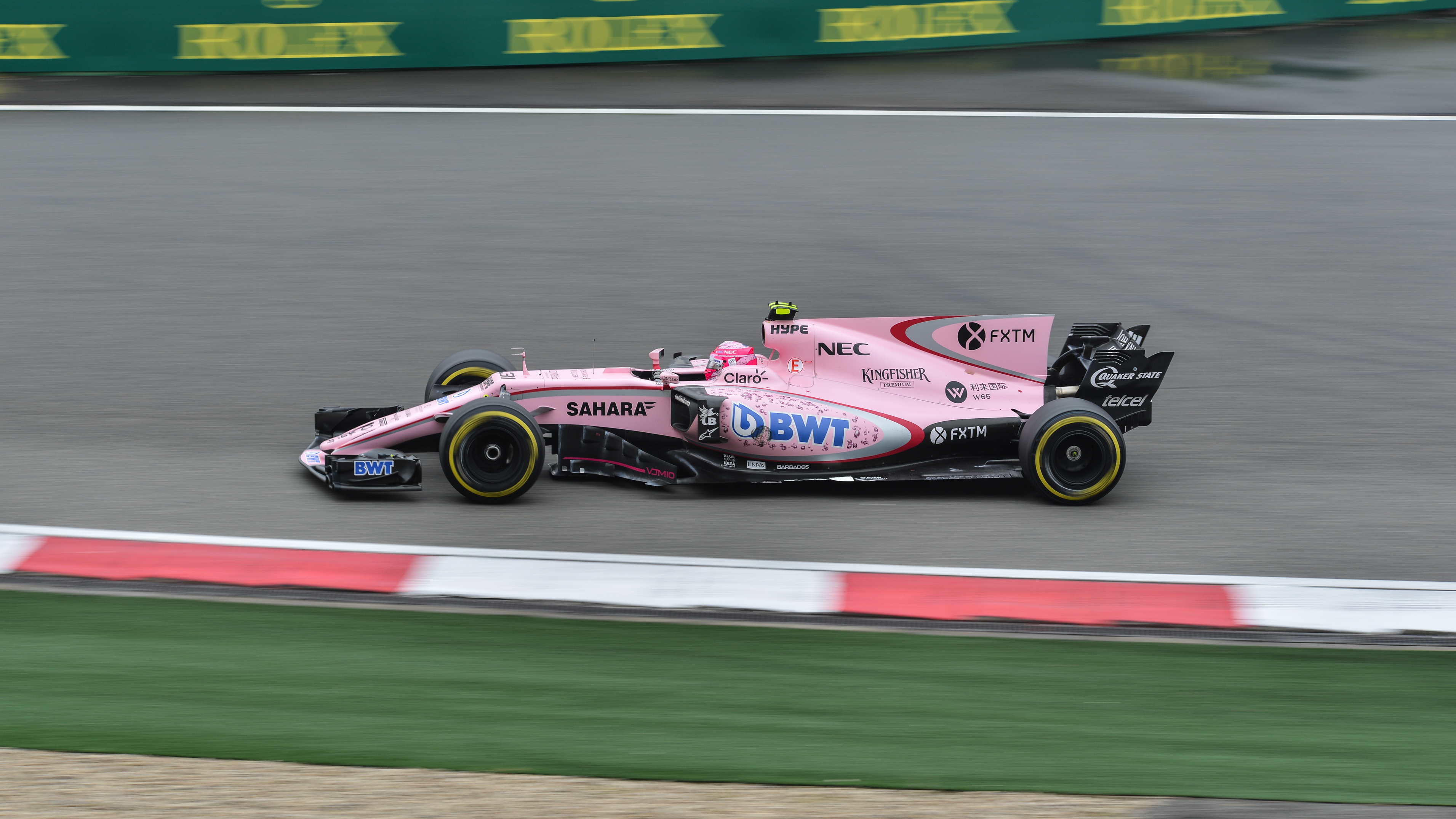
フォース・インディアでドライブするオコン。2017年第2戦中国GPにて。

フォース・インディアとレギュラードライバーとしての契約を交わした。チームメイトはセルジオ・ペレス。開幕戦ではフェルナンド・アロンソとニコ・ヒュルケンベルグとのバトルを制して10位入賞を果たしキャリア初入賞を記録した。その後もチームメイトのペレスと共に安定してポイントを重ねていった。一方で、度々チームメイトと接触し、ペレスがアゼルバイジャンGP、ベルギーGPでリタイア（ベルギーでは17位完走扱い）している。これが原因でチームが「今後はチームオーダーでコントロールする」と発言する事態となった。
アメリカGPではマックス・チルトンの持っていたデビューからの連続完走記録25を超え単独トップとなった。しかし、ブラジルGPではロマン・グロージャンとの接触でクラッシュし、連続完走記録が27で途絶えたと同時にF1デビュー後初のリタイアとなった。
シーズンの成績は20戦中18戦で入賞。最高位はスペインGPとメキシコGPで獲得した5位入賞の2回となった。ドライバーズランキングは8位で終えた。

#### 2018年
フォース・インディアに残留。チームメイトも引き続きペレス。バーレーンGPで辛うじて10位に入賞とペレスより早く今季初入賞を果たしたが、シーズン前半は風洞とCFD（数値流体力学）がマシンと合っていないことに起因するマシンの不調やチームの資金難によりマシン開発が停滞の影響を受けたマシンで戦うこととなった。
それでも、モナコGPやオーストリアGPの6位入賞やベルギーGPの雨で混乱した予選では自己ベストの3番手を獲得し、最終的には6位入賞を記録した。その一方で、他車との接触リタイアやバトルに熱が入り過ぎて順位を落とすなど、ドライビングの粗さも目立った。特にブラジルGPではラップリーダーとして走行中のマックス・フェルスタッペンと接触する結果を起こし、レース後にオコンの行為に激怒したフェルスタッペンから小突かれる一幕も見られた。この件については、チームとオコンは「ラップリーダーをパスして周回遅れを解消することが認められている」ルールの観点から、フェルスタッペンのミスと主張するものの、第三者の反応は、オコンの権利は理解しているものの、過失の割合はオコンの方が大きいという声が主流（ちなみにこの件はレース中にオコンへのストップ&ゴーペナルティと彼にペナルティポイント3点が加算された）となっている。ちなみにこの話には続きがあり、2020年のプレシーズンテストにてドライバー一同がそろっての撮影会が行われたのだが、その際、二人は握手を交わし、この件について和解している。
シーズン開始からハンガリーGPまでの間は、フォース・インディアの資金面の問題もあり、ルノーチームへの移籍の噂が流れた。この背景はオコンが2015年の最終戦で現ルノーF1の前身ロータスF1チームから初のF1セッションに参加した経歴やロータスが撤退する関係でメルセデス傘下に入ったが、2016年はレンタル移籍という形でルノーのリザーブドライバーに就任するなど、メルセデスよりルノーとの関係が多かったから、ルノーへレンタル移籍してシートを確保することが有力視されていた。だが、そのルノーがサマーブレイク期間にダニエル・リカルドとの契約を成立させたことで、その可能性が消滅。
そのため、一旦フォース・インディア残留に舵を切ろうとしたが、チームが資産家のローレンス・ストロールが率いるコンソーシアムがスポンサーとなった関係で、少なくともチームはシーズン中についてはオコンのシートを保障する意向を示したものの、来季以降の同チームのシートについては、ローレンスの息子であるランス・ストロールが優先されることが示唆され、来季のフォース・インディア残留は不可能という見方が強まった。
次にルノーPUのユーザーであるマクラーレン入りが噂されたが、イタリアGP後にランド・ノリスとの契約を優先する形で彼の起用が発表されたことにより、それも叶わず。その結果、残されていたシートはウィリアムズとトロロッソだけという状況であったため、来季のシートについては、シーズン後半から突如苦境に立たされることとなった。
そのため、メルセデスチーム代表のトト・ヴォルフは、「彼には支援が必要だと考えたからこそ、こうしてサポートしている。もし育成下に置き続けることでシートを喪失するようであれば、再考する必要がある」と、オコンの才能を尊重する為に、敢えて育成契約を解除して他PU勢チームへの移籍を容易にする意思を表明。また、この決断をしたルノーとマクラーレンを批判した。
しかし、レッドブル・レーシング代表のクリスチャン・ホーナーは「他チームによる育成契約のあるドライバーを起用する気はない」と、メルセデスとの育成契約がある限り、オコン起用を否定するコメントを発し、事実上トロロッソ移籍の可能性を封じられ、逆に彼のシートの確保を優先したいのならメルセデスチームへ起用（バルテリ・ボッタスと交代）すべきだと反論。また、結果的にリカルドの契約を優先したルノーチームのアドバイザーを務めるアラン・プロストもヴォルフのコメントに対し、メルセデスの育成システムの批判を交えながらボッタスと交代させる案を披露して皮肉った。
それでも引き続きウィリアムズと交渉していたが、ウィリアムズがジョージ・ラッセルとロバート・クビサと契約したためその可能性も消滅。そして、アブダビGP中にメルセデスがリザーブ兼テストドライバーとしてオコンの起用を発表。これにより、来季はそれに専念し2020年のF1復帰を目指すこととなった。

#### メルセデスチーム (2019)

##### 2019年
メルセデスのリザーブ兼テストドライバーに正式に就任。レーシングポイントとウィリアムズのリザーブドライバーも兼任するという見方もあったが、エントリーリスト上ではメルセデスのみであり、同チームのシミュレータでのテストを中心に活動することとなった。
シーズン前は、ボッタスの後任としてF1へ復帰するという見方が主流で、2019年シーズンの途中交代説や彼の2020年のオプション契約権を行使せずにオコンをメルセデス入りさせる説などが流れた。ところが、ボッタスがハミルトンに匹敵する戦闘力を発揮。このこともあり、オコンのシートに関する情報は不透明な状況が続いた。チームは2020年についてオコンとボッタスのどちらかを選択するとコメントしたものの、ボッタス起用に踏み切るという見方が強くなった。また、メルセデスPUを搭載するレーシングポイントとウィリアムズもオコンの起用を検討している様子がなく、いわばメルセデスPUを使うチームのシートがないことから、2020年のF1復帰の可能性は低くなったという見方が強くなった。
そのうち、第11戦ドイツGPでは、ハミルトンの体調不良の症状が出たため、リザーブドライバーとしてメルセデスから出走する可能性もあったが、ハミルトンは欠場せず出走したため、オコンが出走する機会は訪れなかった。
そんななか、2018年に契約がまとまっていたルノーとの再交渉のうわさや同チームのニコ・ヒュルケンベルグとの契約が2019年を以て切れることから、彼の後任という形でルノー入りしてF1復帰を果たすのではという見方も出てきた。
そして、サマーブレイク期間の8月29日。メルセデスがボッタスと2020年の契約を結んだことが発表されたと同時に、ルノーF1がヒュルケンベルグの後任という形でオコンとの2年契約を結んだ事を正式に発表。これにより、2020年からF1へ復帰することとなった。
当初、ルノーへの加入はメルセデスからのレンタル移籍と予想する見方もあったが、ルノーへの加入に伴い、オコンは事実上メルセデスのプログラムから完全に離脱したうえでの移籍となることが明らかにされた。ただ、マネジメント面は引き続きメルセデスが担当するものの、ルノーとの契約期間が終了するまでは事実上メルセデスチームへ加入することがないとされている。

#### ルノー (2020)

##### 2020年
前年発表されたとおり、ルノーチームからF1へ復帰。チームメイトはダニエル・リカルド。
開幕戦で8位となり今季初入賞も記録。ただし、第6戦まではリカルドと同程度の成績であったが、リカルド側が第7戦以降全て入賞しポイントを積み重ねたのに対し、結果的にオコン側にマシントラブルが原因のリタイアが複数回あった影響もあるが、獲得ポイントではリカルドの約半分（リカルド119点対オコン62点）という結果に終わってしまい、メディアから厳しいコメントも出された。
それでも、波乱のレースとなった第16戦を2位でチェッカーを受け、キャリア初表彰台を獲得している。

#### アルピーヌ (2021-2024)

##### 2021年
予定通り残留。ただし、チームの母体は変わっていないものの、チーム名が変更されたため、記録上はルノーF1チームから改称されたアルピーヌF1チームからの参戦となる。チームメイトは今季からF1復帰を果たすフェルナンド・アロンソ。
第2戦を10位でチェッカーを受け、今季初入賞を記録（ただし、前のマシンのペナルティによる順位変動により、9位入賞に繰り上がっている）。アロンソがマシンへの適応に苦戦していることもあり、第5戦まで予選決勝共に彼に勝る結果を残していた。それらもあり、第7戦前にチームからオコンとの2024年までの契約を締結したことが発表された。
ところが、アロンソが第6戦で6位入賞を記録してからは、予選決勝共に敗れる結果が続いた。
第11戦ハンガリーGPの予選では6戦ぶりにチームメイト対決に勝利。決勝は序盤の多重クラッシュを回避し、その混乱に乗じて2位へ浮上。クラッシュの処理のため赤旗中断となるが、再スタート後、首位ルイス・ハミルトンがタイヤ交換のタイミングを見誤って最後尾に転落した事から首位へ浮上。2位セバスチャン・ベッテルからの猛烈なプレッシャーを受け続けながらも一切ミスをせず、そのままチェッカーを受け、キャリア初優勝を飾った。
第16戦トルコGPでは雨天の中タイヤ無交換作戦を達成し10位入賞。タイヤ無交換（ピットストップなし）のドライバーが入賞を記録したのは1997年モナコGPのミカ・サロ以来24年ぶりとなる。ただし、このレースは2時間ルールが適用され予定周回数より少ない周回数となったため、今回とは多少状況が異なる。2時間ルールが適用されていないレースにてタイヤ無交換で入賞を記録したのは1993年スペイングランプリのアラン・プロスト以来となる。

## エピソード
- 2017年にフォース・インディアに加入して以降、2020年のルノー、2025年のハースとチームを渡り歩いているが、これらのチームには全てニコ・ヒュルケンベルグの後任として加入している。

## レース戦績

### 略歴
| 年   | シリーズ                                        | 所属チーム                                         | レース             | 勝利               | PP                 | FL                 | 表彰台             | ポイント           | 順位               |
| ---- | ----------------------------------------------- | -------------------------------------------------- | ------------------ | ------------------ | ------------------ | ------------------ | ------------------ | ------------------ | ------------------ |
| 2012 | ユーロカップ・フォーミュラ・ルノー2.0（英語版） | コイラネン・モータースポーツ（英語版）             | 14                 | 0                  | 0                  | 0                  | 1                  | 31                 | 14位               |
| 2012 | フォーミュラ・ルノー2.0 アルプス（英語版）      | コイラネン・モータースポーツ（英語版）             | 9                  | 0                  | 0                  | 1                  | 2                  | 69                 | 7位                |
| 2013 | ユーロカップ・フォーミュラ・ルノー2.0           | ART・ジュニアチーム（英語版）                      | 14                 | 2                  | 1                  | 1                  | 5                  | 159                | 3位                |
| 2013 | フォーミュラ・ルノー2.0 NEC（英語版）           | ART・ジュニアチーム（英語版）                      | 8                  | 1                  | 0                  | 1                  | 3                  | 122                | 12位               |
| 2013 | マカオグランプリ                                | プレマ・パワーチーム                               | 2                  | 0                  | 0                  | 0                  | 0                  | N/A                | 10位               |
| 2014 | FIA フォーミュラ3・ヨーロピアン選手権           | プレマ・パワーチーム                               | 33                 | 9                  | 15                 | 7                  | 21                 | 478                | 1位                |
| 2014 | フォーミュラ・ルノー3.5 シリーズ                | コムテック・レーシング（英語版）                   | 3                  | 0                  | 0                  | 0                  | 0                  | 2                  | 23位               |
| 2014 | マカオグランプリ                                | セオドール・レーシング・バイ・プレマ               | 2                  | 0                  | 0                  | 0                  | 0                  | N/A                | DNF                |
| 2014 | フォーミュラ1                                   | ロータスF1チーム                                   | テストドライバー   | テストドライバー   | テストドライバー   | テストドライバー   | テストドライバー   | テストドライバー   | テストドライバー   |
| 2015 | GP3シリーズ                                     | ARTグランプリ                                      | 18                 | 1                  | 3                  | 5                  | 14                 | 253                | 1位                |
| 2015 | フォーミュラ1                                   | サハラ・フォース・インディアF1チーム               | テストドライバー   | テストドライバー   | テストドライバー   | テストドライバー   | テストドライバー   | テストドライバー   | テストドライバー   |
| 2016 | ドイツ・ツーリングカー選手権                    | メルセデス・ベンツ DTM チーム・ART                 | 10                 | 0                  | 0                  | 0                  | 0                  | 2                  | 26位               |
| 2016 | フォーミュラ1                                   | マノー・レーシング MRT                             | 9                  | 0                  | 0                  | 0                  | 0                  | 0                  | 23位               |
| 2016 | フォーミュラ1                                   | メルセデスAMG・ペトロナスF1チーム                  | テストドライバー   | テストドライバー   | テストドライバー   | テストドライバー   | テストドライバー   | テストドライバー   | テストドライバー   |
| 2016 | フォーミュラ1                                   | ルノー・スポールF1チーム                           | テストドライバー   | テストドライバー   | テストドライバー   | テストドライバー   | テストドライバー   | テストドライバー   | テストドライバー   |
| 2017 | フォーミュラ1                                   | サハラ・フォース・インディアF1チーム               | 20                 | 0                  | 0                  | 0                  | 0                  | 87                 | 8位                |
| 2018 | フォーミュラ1                                   | サハラ・フォース・インディアF1チーム               | 12                 | 0                  | 0                  | 0                  | 0                  | 49                 | 12位               |
| 2018 | フォーミュラ1                                   | レーシング・ポイント・フォース・インディアF1チーム | 9                  | 0                  | 0                  | 0                  | 0                  | 49                 | 12位               |
| 2019 | フォーミュラ1                                   | メルセデスAMG・ペトロナス・モータースポーツ        | リザーブドライバー | リザーブドライバー | リザーブドライバー | リザーブドライバー | リザーブドライバー | リザーブドライバー | リザーブドライバー |
| 2020 | フォーミュラ1                                   | ルノーF1・DPワールド・チーム                       | 17                 | 0                  | 0                  | 0                  | 1                  | 62                 | 12位               |
| 2021 | フォーミュラ1                                   | アルピーヌF1チーム                                 | 22                 | 1                  | 0                  | 0                  | 1                  | 74                 | 11位               |
| 2022 | フォーミュラ1                                   | BWT・アルピーヌF1チーム                            | 22                 | 0                  | 0                  | 0                  | 0                  | 92                 | 8位                |
| 2023 | フォーミュラ1                                   | BWT・アルピーヌF1チーム                            | 22                 | 0                  | 0                  | 0                  | 1                  | 58                 | 12位               |
| 2024 | フォーミュラ1                                   | BWT・アルピーヌF1チーム                            | 23                 | 0                  | 0                  | 1                  | 1                  | 23                 | 14位               |
| 2025 | フォーミュラ1                                   | マネーグラム・ハースF1チーム                       | 12                 | 0                  | 0                  | 0                  | 0                  | 23*                | 10位*              |

- * : 現状の今シーズン順位。

### ユーロカップ・フォーミュラ・ルノー2.0
| 年                | エントラント                            | 1        | 2       | 3        | 4        | 5        | 6        | 7        | 8         | 9        | 10       | 11      | 12      | 13        | 14        | 順位 | ポイント |
| ----------------- | --------------------------------------- | -------- | ------- | -------- | -------- | -------- | -------- | -------- | --------- | -------- | -------- | ------- | ------- | --------- | --------- | ---- | -------- |
| 2012年 （英語版） | コイラネン・モータースポーツ （英語版） | ALC 1 19 | ALC 2 5 | SPA 1 21 | SPA 2 24 | NÜR 1 12 | NÜR 2 18 | MSC 1 8  | MSC 2 Ret | HUN 1 21 | HUN 2 18 | LEC 1 9 | LEC 2 3 | CAT 1 Ret | CAT 2 Ret | 14位 | 31       |
| 2013年 （英語版） | ART・ジュニアチーム （英語版）          | ALC 1 2  | ALC 2 6 | SPA 1 8  | SPA 2 7  | MSC 1 4  | MSC 2    | RBR 1 11 | RBR 2 14  | HUN 1 2  | HUN 2 4  | LEC 1 9 | LEC 2 1 | CAT 1 7   | CAT 2 1   | 3位  | 159      |

- 太字はポールポジション、斜字はファステストラップ。(key)

### マカオグランプリ
| 年                | チーム                               | 車両                     | 予選 | 予選 レース | 決勝 レース |
| ----------------- | ------------------------------------ | ------------------------ | ---- | ----------- | ----------- |
| 2013年 （英語版） | プレマ・パワーチーム                 | ダラーラ・F312（英語版） | 15位 | 10位        | 10位        |
| 2014年 （英語版） | セオドール・レーシング・バイ・プレマ | ダラーラ・F312（英語版） | 2位  | 4位         | DNF         |

### フォーミュラ・ルノー2.0 アルプス
| 年                | チーム                                  | 1       | 2       | 3     | 4     | 5       | 6       | 7        | 8       | 9       | 10      | 11    | 12    | 13       | 14        | 順位 | ポイント |
| ----------------- | --------------------------------------- | ------- | ------- | ----- | ----- | ------- | ------- | -------- | ------- | ------- | ------- | ----- | ----- | -------- | --------- | ---- | -------- |
| 2012年 （英語版） | コイラネン・モータースポーツ （英語版） | MNZ 1 8 | MNZ 2 5 | PAU 1 | PAU 2 | IMO 1 7 | IMO 2 4 | SPA 1 25 | SPA 2 7 | RBR 1 3 | RBR 2 3 | MUG 1 | MUG 2 | CAT 1 11 | CAT 2 DNS | 7位  | 69       |

- 太字はポールポジション、斜字はファステストラップ。(key)

### フォーミュラ・ルノー2.0 NEC
| 年                | エントラント                   | 1     | 2       | 3       | 4       | 5       | 6     | 7     | 8     | 9     | 10    | 11    | 12        | 13    | 14        | 15    | 16    | 17    | DC   | ポイント |
| ----------------- | ------------------------------ | ----- | ------- | ------- | ------- | ------- | ----- | ----- | ----- | ----- | ----- | ----- | --------- | ----- | --------- | ----- | ----- | ----- | ---- | -------- |
| 2013年 （英語版） | ART・ジュニアチーム （英語版） | HOC 1 | HOC 2 4 | HOC 3 8 | NÜR 1 2 | NÜR 2 7 | SIL 1 | SIL 2 | SPA 1 | SPA 2 | ASS 1 | ASS 2 | MST 1 Ret | MST 2 | MST 3 Ret | ZAN 1 | ZAN 2 | ZAN 3 | 12位 | 122      |

- 太字はポールポジション、斜字はファステストラップ。(key)

### FIA フォーミュラ3・ヨーロピアン選手権
| 年                | エントラント         | 1       | 2       | 3     | 4       | 5       | 6       | 7     | 8     | 9       | 10      | 11      | 12      | 13        | 14    | 15      | 16      | 17       | 18      | 19    | 20      | 21      | 22       | 23        | 24       | 25      | 26      | 27        | 28    | 29      | 30    | 31      | 32      | 33      | DC  | ポイント |
| ----------------- | -------------------- | ------- | ------- | ----- | ------- | ------- | ------- | ----- | ----- | ------- | ------- | ------- | ------- | --------- | ----- | ------- | ------- | -------- | ------- | ----- | ------- | ------- | -------- | --------- | -------- | ------- | ------- | --------- | ----- | ------- | ----- | ------- | ------- | ------- | --- | -------- |
| 2014年 （英語版） | プレマ・パワーチーム | SIL 1 2 | SIL 2 1 | SIL 3 | HOC 1 9 | HOC 2 1 | HOC 3 2 | PAU 1 | PAU 2 | PAU 3 2 | HUN 1 2 | HUN 2 1 | HUN 3 1 | SPA 1 Ret | SPA 2 | SPA 3 2 | NOR 1 2 | NOR 2 14 | NOR 3 2 | MSC 1 | MSC 2 1 | MSC 3 1 | RBR 1 13 | RBR 2 Ret | RBR 3 13 | NÜR 1 6 | NÜR 2 3 | NÜR 3 Ret | IMO 1 | IMO 2 4 | IMO 3 | HOC 1 7 | HOC 2 4 | HOC 3 7 | 1位 | 478      |

- 太字はポールポジション、斜字はファステストラップ。(key)

### フォーミュラ・ルノー3.5 シリーズ
| 年                | チーム                            | 1     | 2     | 3     | 4     | 5     | 6     | 7     | 8     | 9     | 10    | 11    | 12      | 13        | 14       | 15       | 16    | 17    | 順位 | ポイント |
| ----------------- | --------------------------------- | ----- | ----- | ----- | ----- | ----- | ----- | ----- | ----- | ----- | ----- | ----- | ------- | --------- | -------- | -------- | ----- | ----- | ---- | -------- |
| 2014年 （英語版） | コムテック・レーシング （英語版） | MNZ 1 | MNZ 2 | ALC 1 | ALC 2 | MON 1 | SPA 1 | SPA 2 | MSC 1 | MSC 2 | NÜR 1 | NÜR 2 | HUN 1 9 | HUN 2 DNS | LEC 1 14 | LEC 2 12 | JER 1 | JER 2 | 23位 | 2        |

- 太字はポールポジション、斜字はファステストラップ。(key)

### GP3シリーズ
| 年                | エントラント  | 1         | 2         | 3         | 4           | 5         | 6         | 7         | 8         | 9         | 10        | 11        | 12        | 13        | 14        | 15        | 16        | 17        | 18        | 順位 | ポイント |
| ----------------- | ------------- | --------- | --------- | --------- | ----------- | --------- | --------- | --------- | --------- | --------- | --------- | --------- | --------- | --------- | --------- | --------- | --------- | --------- | --------- | ---- | -------- |
| 2015年 （英語版） | ARTグランプリ | CAT FEA 1 | CAT SPR 7 | RBR FEA 3 | RBR SPR DSQ | SIL FEA 6 | SIL SPR 2 | HUN FEA 2 | HUN SPR 2 | SPA FEA 2 | SPA SPR 2 | MNZ FEA 2 | MNZ SPR 2 | SOC FEA 2 | SOC SPR 2 | BHR FEA 3 | BHR SPR 2 | YMC FEA 4 | YMC SPR 3 | 1位  | 253      |

- 太字はポールポジション、斜字はファステストラップ。(key)

### ドイツ・ツーリングカー選手権
| 年     | チーム                             | 車両                    | 1         | 2         | 3        | 4        | 5        | 6        | 7         | 8        | 9       | 10       | 11    | 12    | 13    | 14    | 15    | 16    | 17    | 18    | 順位 | ポイント |
| ------ | ---------------------------------- | ----------------------- | --------- | --------- | -------- | -------- | -------- | -------- | --------- | -------- | ------- | -------- | ----- | ----- | ----- | ----- | ----- | ----- | ----- | ----- | ---- | -------- |
| 2016年 | メルセデス・ベンツ DTM チーム・ART | メルセデス・AMG C63 DTM | HOC 1 Ret | HOC 2 Ret | SPL 1 20 | SPL 2 18 | LAU 1 23 | LAU 2 15 | NOR 1 Ret | NOR 2 13 | ZAN 1 9 | ZAN 2 18 | MSC 1 | MSC 2 | NÜR 1 | NÜR 2 | HUN 1 | HUN 2 | HOC 1 | HOC 2 | 26位 | 2        |

- 太字はポールポジション、斜字はファステストラップ。(key)

### フォーミュラ1
| 年     | エントラント         | シャシー | エンジン                          | 1       | 2       | 3       | 4        | 5        | 6        | 7       | 8       | 9       | 10      | 11       | 12     | 13      | 14       | 15      | 16     | 17       | 18        | 19       | 20       | 21      | 22     | 23        | 24  | WDC   | ポイント |
| ------ | -------------------- | -------- | --------------------------------- | ------- | ------- | ------- | -------- | -------- | -------- | ------- | ------- | ------- | ------- | -------- | ------ | ------- | -------- | ------- | ------ | -------- | --------- | -------- | -------- | ------- | ------ | --------- | --- | ----- | -------- |
| 2014年 | ロータス             | E22      | ルノー Energy F1-2014 1.6 V6 t    | AUS     | MAL     | BHR     | CHN      | ESP      | MON      | CAN     | AUT     | GBR     | GER     | HUN      | BEL    | ITA     | SIN      | JPN     | RUS    | USA      | BRA       | ABU TD   |          |         |        |           |     | -     | -        |
| 2016年 | ルノー               | R.S.16   | ルノー R.E.16 1.6 V6 t            | AUS     | BHR     | CHN     | RUS      | ESP TD   | MON      | CAN     | EUR     | AUT     | GBR TD  | HUN TD   | GER TD |         |          |         |        |          |           |          |          |         |        |           |     | 23位  | 0        |
| 2016年 | マノー               | MRT05    | メルセデス PU106C Hybrid 1.6 V6 t |         |         |         |          |          |          |         |         |         |         |          |        | BEL 16  | ITA 18   | SIN 18  | MAL 16 | JPN 21   | USA 18    | MEX 21   | BRA 12   | ABU 13  |        |           |     | 23位  | 0        |
| 2017年 | フォース・インディア | VJM10    | メルセデス M08 EQ Power+ 1.6 V6 t | AUS 10  | CHN 10  | BHR 10  | RUS 7    | ESP 5    | MON 12   | CAN 6   | AZE 6   | AUT 8   | GBR 8   | HUN 9    | BEL 9  | ITA 6   | SIN 10   | MAL 10  | JPN 6  | USA 6    | MEX 5     | BRA Ret  | ABU 8    |         |        |           |     | 8位   | 87       |
| 2018年 | フォース・インディア | VJM11    | メルセデス M09 EQ Power+ 1.6 V6 t | AUS 12  | BHR 10  | CHN 11  | AZE Ret  | ESP Ret  | MON 6    | CAN 9   | FRA Ret | AUT 6   | GBR 7   | GER 8    | HUN 13 |         |          |         |        |          |           |          |          |         |        |           |     | 12位  | 49       |
| 2018年 | レーシング・ポイント | VJM11    | メルセデス M09 EQ Power+ 1.6 V6 t |         |         |         |          |          |          |         |         |         |         |          |        | BEL 6   | ITA 6    | SIN Ret | RUS 9  | JPN 9    | USA DSQ   | MEX 11   | BRA 14   | ABU Ret |        |           |     | 12位  | 49       |
| 2020年 | ルノー               | R.S.20   | ルノー E-Tech 20 1.6 V6 t         | AUT 8   | STY Ret | HUN 14  | GBR 6    | 70A 8    | ESP 13   | BEL 5   | ITA 8   | TUS Ret | RUS 7   | EIF Ret  | POR 8  | EMI Ret | TUR 11   | BHR 9   | SKH 2  | ABU 9    |           |          |          |         |        |           |     | 12位  | 62       |
| 2021年 | アルピーヌ           | A521     | ルノー E-Tech 20B 1.6 V6 t        | BHR 13  | EMI 9   | POR 7   | ESP 9    | MON 9    | AZE Ret  | FRA 14  | STY 14  | AUT Ret | GBR 910 | HUN 1    | BEL 7‡ | NED 9   | ITA 1013 | RUS 14  | TUR 10 | USA Ret  | MXC 13    | SÃO 89   | QAT 5    | SAU 4   | ABU 9  |           |     | 11位  | 74       |
| 2022年 | アルピーヌ           | A522     | ルノー E-Tech RE22 1.6 V6 t       | BHR 7   | SAU 6   | AUS 7   | EMI 1416 | MIA 8    | ESP 7    | MON 12  | AZE 10  | CAN 6   | GBR Ret | AUT 56   | FRA 8  | HUN 9   | BEL 7    | NED 9   | ITA 11 | SIN Ret  | JPN 4     | USA 11   | MXC 8    | SÃO 817 | ABU 7  |           |     | 8位   | 92       |
| 2023年 | アルピーヌ           | A523     | ルノー E-Tech RE23 1.6 V6 t       | BHR Ret | SAU 8   | AUS 14† | AZE 1518 | MIA 9    | MON 3    | ESP 8   | CAN 8   | AUT 147 | GBR Ret | HUN Ret  | BEL 89 | NED 10  | ITA Ret  | SIN Ret | JPN 9  | QAT 7Ret | USA Ret11 | MXC 10   | SÃO 1014 | LVG 4   | ABU 12 |           |     | 12位  | 58       |
| 2024年 | アルピーヌ           | A524     | ルノー E-Tech RE24 1.6 V6 t       | BHR 17  | SAU 13  | AUS 16  | JPN 15   | CHN 1113 | MIA 1015 | EMI 14  | MON Ret | CAN 10  | ESP 10  | AUT 1211 | GBR 16 | HUN 18  | BEL 9    | NED 15  | ITA 14 | AZE 15   | SIN 13    | USA 1815 | MXC 13   | SÃO 213 | LVG 17 | QAT Ret14 | ABU | 14位  | 23       |
| 2025年 | ハース               | VF-25    | フェラーリ 066/12 1.6 V6 t        | AUS 13  | CHN 516 | JPN 18  | BHR 8    | SAU 14   | MIA 12   | EMI Ret | MON 7   | ESP 16  | CAN 9   | AUT 10   | GBR 13 | BEL 155 | HUN 16   | NED     | ITA    | AZE      | SIN       | USA      | MXC      | SÃO     | LVG    | QAT       | ABU | 10位* | 27*      |

- 太字はポールポジション、斜字はファステストラップ。(key)
- 決勝順位右上の小数字はスプリント予選・スプリントレースでの順位。
- ‡ : ハーフポイント。レース周回数が75%未満で終了したため、得点が半分となる。
- † : リタイアだが、90%以上の距離を走行したため規定により完走扱い。
- * : 現状の今シーズン順位。